# Guerre franco-anglaise (1627-1629)
Pour les articles homonymes, voir Guerre franco-anglaise.
Batailles
Siège de Saint-Martin-de-Ré (1627)
Siège de La Rochelle (1627-1628)
Bataille de Québec (1629)
La guerre franco-anglaise de 1627-1629 intervient dans le contexte de la guerre de Trente Ans. Il s'agit essentiellement d'opérations navales. La couronne d'Angleterre apporte son soutien aux huguenots français dans leur lutte contre les forces royales françaises de Louis XIII. Sans grand succès, puisque le débarquement sur l'île de Ré est un échec et que la flotte anglaise ne parvient pas à faire lever le siège de La Rochelle. La France, cependant, est défaite en Amérique du Nord avec la chute de Québec, mais la ville est rendue en 1632 lors du traité de Saint-Germain-en-Laye.

## Contexte
L'alliance anglo-française de 1624 est consacrée par le mariage de Charles Ier avec Henriette, la sœur de Louis XIII. L'Angleterre recherche alors un allié pour lutter contre le pouvoir des Habsbourg. En 1625, Richelieu, arrivé au pouvoir l'année précédente, s'appuie sur les navires de guerre anglais pour vaincre les huguenots et récupérer l'île de Ré. Cette opération déclenche l'indignation des puritains en Angleterre.
En 1626, la France conclut une paix secrète avec l'Espagne. Parallèlement, elle se lance dans la construction d'une puissante marine indisposant les Anglais.
En juin 1626, Walter Montagu est envoyé en France pour contacter les nobles protestants, et à partir de mars 1627 ces derniers organisent la rébellion. Le plan anglais consiste à envoyer une flotte pour soutenir la rébellion huguenote conduite par Henri, duc de Rohan, et son frère Soubise.

## L'expédition sur l'île de Ré
Charles Ier confie à son favori, George Villiers, 1er duc de Buckingham, une flotte de 80 navires. En juin 1627, Buckingham débarque sur l'île de Ré avec 6 000 hommes pour soutenir les huguenots.
Malgré ce débarquement, l'Île de Ré reste fidèle au roi de France. Les Anglais tentent de prendre la ville fortifiée de Saint-Martin-de-Ré défendue par Toiras. Les bateaux français réussissent à approvisionner la ville malgré le blocus anglais. Au bout de trois mois de siège, l'armée de Buckingham est affaiblie par les maladies. Schomberg réussit à débarquer sur l'île pour prêter main-forte à Toiras. Buckingham subit de lourdes pertes et décide de lever le siège et regagner l'Angleterre en novembre 1627.

## Le siège de La Rochelle
Charles Ier a envoyé deux nouvelles expéditions pour soutenir La Rochelle. La première dirigée par William Feilding, en avril 1628 retourne à Portsmouth sans combattre. Feilding se justifia en déclarant « qu'il n'avait pas mission de mettre en danger les vaisseaux du roi dans un combat incertain. ». La seconde, organisée par Buckingham, juste avant son assassinat, a été confiée en août 1628 à l'amiral de la flotte, le comte de Lindsey. Elle était composée de 29 navires de guerre et 31 navires marchands. Après avoir bombardé les positions françaises et essayé en vain de forcer la digue, la flotte anglaise dut se retirer. La ville se rendit le 28 octobre 1628.

## La prise de Québec
En marge de la guerre en Europe, David Kirke et ses frères montent une expédition sur le Saint-Laurent pour s'emparer de Québec au nom de l'Angleterre. En 1628, ils prennent Tadoussac, capturent un vaisseau ravitaillant Québec et envoient un ultimatum à Champlain par le biais de pêcheurs basques. Ayant essuyé un refus, ils arraisonnent un convoi de la flotte des Cent-Associés commandé par l'amiral Claude Roquemont de Brison. En 1629, forts d'une flotte de six vaisseaux et de trois pinasses et aidés par le Français Jacques Michel, ils capturent Québec le 19 juillet. Cela ouvre la voie de la conquête de la Nouvelle-France à l'Angleterre. Les négociations sur la rétrocession de la Nouvelle-France ont lieu entre 1629 et 1632 ; elles achoppent sur la question de la dot d'Henriette Marie de France, épouse de Charles Ier et sœur de Louis XIII. L'Angleterre rendra la colonie à la France par le traité de Saint-Germain en 1632.

## Conclusion
Après ces défaites, l'Angleterre met fin à sa participation à la guerre de Trente Ans et négocie un traité de paix avec la France en 1629. Un autre traité est signé avec l'Espagne en 1630. L'Angleterre se désintéresse des affaires européennes, au grand dam des forces protestantes sur le continent.
En Angleterre même, un conflit oppose la monarchie et le Parlement qui va conduire à la guerre civile des années 1640. La France, au contraire, accroît sa puissance et sa marine va rivaliser avec celle de l'Angleterre.

### Source
- (en) Cet article est partiellement ou en totalité issu de l’article de Wikipédia en anglais intitulé « Anglo-Spanish War (1625–30) » (voir la liste des auteurs).